# Ursula Herking
Ursula Herking, geboren als Ursula Natalia Klein (Dessau, 28 januari 1912 – München, 17 november 1974), was een Duitse actrice en cabaretière.

## Biografie
Ursula Herking was de dochter van de theateractrice en zangeres Lily Herking, die op 25/26 januari 1922 omkwam bij de brand van het hoftheater (nu: Altes Theater) in Dessau. Na haar eerste optredens in Dessau ging ze in 1928 naar Berlijn, maar slaagde niet voor het toelatingsexamen aan de Staatliche Schauspielschule. Daarna volgde ze tot 1930 lessen op de toneelschool van Leopold Jessner.
Daarna begon ze haar carrière in het Friedrich Theater in haar geboorteplaats Dessau, waar ze de piraat Jenny speelde in Die Dreigroschenoper en de grootmoeder in Emil und die Detektive. In 1933/1934 speelde ze in het Staatstheater Berlin en werkte ze in Werner Fincks cabaret Die Katakombe, tot het in 1935 werd gesloten.
Naast het boulevardtheater kreeg ze vanaf 1933 tal van filmrollen. In haar vaak korte, maar indringende verschijningen belichaamde ze vriendelijke, gevatte vrouwen uit het volk. Nadat het theater in de herfst van 1944 was gesloten, moest ze werken in een wapenfabriek.
Na de oorlog ging ze naar München en vanaf 1946 was ze de ster in het naoorlogse cabaret Die Schaubude van Rudolf Schündler in München, waar Erich Kästner, Axel von Ambesser en Herbert Witt tot de huisauteurs behoorden. Ze verwierf onder meer bekendheid met haar interpretatie van Kästners Marschlied 1945 (… |Meine Schuh' sind ohne Sohlen, | und mein Rucksack ist mein Schrank, | meine Möbel ham die Polen | und mein Geld die Dresdner Bank.| …)
In 1948 was ze medeoprichter van het theater Die Kleine Freiheit en in 1956 behoorde ze tot de eerste generatie van de Münchner Lach- und Schießgesellschaft. Andere tussenstations waren onder meer Das Kom(m)ödchen in Düsseldorf en het Berlijnse cabaret Der Rauchfang en Die Hinterbiegenen. Ze maakte niet alleen naam in het cabaret, maar ook als diseuse. Ze is onder meer te horen op de plaat Frivolitäten - 10 Diseusen - 10 Chansons van Polydor. Ze richtte samen met Wolfgang Neuss en Wolfgang Müller de Nürnberger Trichter op.
Bovendien ging haar filmwerk met batchrollen onverminderd door, vooral als een vastberaden, vaak wat eigenzinnige dame. De enige rol van betekenis kreeg ze in 1955 in de anti-oorlogsfilm Kinder, Mütter und ein General als een moedige moeder die in 1945 haar tienerjongen wil redden die enthousiast was over oorlog.
In het theater speelde ze in die Kleine Freiheit de president in Jacques Devals Eine Venus für Milo in 1966 en June Buckridge in Frank Markus' Schwester George muß sterben (1967). In het Westfaalse Staatstheater in Castrop-Rauxel speelde ze de titelrol in Die Mutter in 1968 en in Die Hebamme van Rolf Hochhuth in het Junge Theater Hamburg in 1972. In 1973/1974 speelde ze in Bern Winnie in Samuel Becketts Glückliche Tage. Ze had andere optredens in de Komödie Berlin en sinds het begin van de jaren 1970 in het Landestheater Tübingen en in het Ernst-Deutsch-Theater in Hamburg. Ze verscheen ook in de succesvolle tv-show van Rudi Carrell.
In 1967 ontving ze de Schwabinger Kunstpreis. Ze kreeg ook een ster in de Cabaret Walk of Fame.
In haar eerste huwelijk was Ursula Herking getrouwd met de bedrijfsleider en later CSU-medeoprichter Johannes Semler. De twee kinderen Susanne Hess (1937–2020) en Christian Semler (1938–2013) kwamen uit dit huwelijk.

## Overlijden
Ursula Herking overleed in november 1974 op 62-jarige leeftijd. De actrice werd begraven in het Westfriedhof in München. In 2012 werd op instigatie van haar zoon Christian de urn uit het graf dat in München was achtergelaten herbegraven in het graf van haar ouders Lily Herking en Willy Klein op begraafplaats III in Dessau.

## Filmografie
- 1933: Wasser hat Balken
- 1934: Lottchens Geburtstag
- 1935: Wer wagt – gewinnt
- 1935: Liebesleute
- 1936: Das häßliche Entlein
- 1936: Hier irrt Schiller
- 1936: Heiratsbüro Fortuna
- 1936: Stärker als Paragraphen
- 1936: Onkel Bräsig
- 1936: Die letzten Grüße von Marie
- 1936: Susanne im Bade
- 1937: Der glückliche Finder
- 1937: Togger
- 1937: Meine Frau, die Perle
- 1937: Sherlock Holmes
- 1937: Die Kronzeugin
- 1937: Unter Ausschluß der Öffentlichkeit
- 1937: Gasparone
- 1938: Kleiner Mann – ganz groß
- 1938: Eine Nacht im Mai
- 1938: Ida
- 1938: Rote Orchideen
- 1938: Der Tag nach der Scheidung
- 1938: Die 4 Gesellen
- 1939: Zwölf Minuten nach zwölf
- 1939: Familie au Bestellung
- 1939: Fräulein
- 1939: Heimatland
- 1939: Rote Mühle
- 1940: Fahrt ins Leben
- 1940: Frau nach Maß
- 1940: Alles Schwindel
- 1940: Was wird hier gespielt?
- 1940: Der liebe Besuch
- 1940: Das Herz der Königin
- 1940: Kora Terry
- 1941: Spähtrupp Hallgarten
- 1941: Eine Nacht in Venedig
- 1941: Auf Wiedersehn, Franziska
- 1941: Frau Luna
- 1941: Annelie
- 1941: Frauen sind doch bessere Diplomaten
- 1941: Ein Windstoß
- 1942: Hab mich lieb!
- 1942: Geliebter Schatz
- 1943: Liebeskomödie
- 1943: Kollege kommt gleich
- 1943: Ein Mann mit Grundsätzen?
- 1943: Akrobat schö-ö-ö-n
- 1944: Die Affäre Roedern
- 1944: Nora
- 1944: Eine reizende Familie
- 1944: Eine Frau für drei Tage
- 1944: Ein fröhliches Haus
- 1945: Das Mädchen Juanita
- 1945: Das seltsame Fräulein Sylvia
- 1946: Peter Voss, der Millionendieb
- 1948: Danke, es geht mir gut
- 1949: Krach im Hinterhaus
- 1949: Einmaleins der Ehe
- 1950: Schatten der Nacht
- 1950: Schön muß man sein
- 1950: Export in Blond
- 1950: Dreizehn unter einem Hut
- 1950: Absender unbekannt
- 1950: Wenn eine Frau liebt
- 1950: Mädchen mit Beziehungen
- 1950: Wer fuhr den grauen Ford?
- 1950: Furioso
- 1951: Eine Frau mit Herz
- 1951: Die Frauen des Herrn S.
- 1951: Schatten über Neapel
- 1951: Engel im Abendkleid
- 1951: Das späte Mädchen
- 1952: Der keusche Lebemann
- 1952: Tanzende Sterne
- 1952: Der Tag vor der Hochzeit
- 1953: Hollandmädel
- 1953: Keine Angst vor großen Tieren
- 1953: Die Kaiserin von China
- 1953: Ich und Du
- 1954: Columbus entdeckt Krähwinkel
- 1954: Keine Angst vor Schwiegermüttern
- 1954: Ball der Nationen
- 1955: Die spanische Fliege
- 1955: Vom Himmel gefallen (Special Delivery)
- 1955: Unternehmen Schlafsack
- 1955: Squirrel
- 1955: Kinder, Mütter und ein General
- 1956: Hilfe – sie liebt mich
- 1956: Kirschen in Nachbars Garten
- 1956: Skandal um Dr. Vlimmen / Tierarzt Dr. Vlimmen
- 1956: Ein Herz kehrt heim
- 1956: Nichts als Ärger mit der Liebe
- 1956: Das alte Försterhaus
- 1956: Ich und meine Schwiegersöhne
- 1956: Musikparade
- 1956: Ein Mann muß nicht immer schön sein
- 1957: Witwer mit fünf Töchtern
- 1957: Weißer Holunder
- 1957: Zwei Herzen voller Seligkeit
- 1957: Die unentschuldigte Stunde
- 1958: Der Filmschnitt
- 1958: Münchhausen in Afrika
- 1958: Solange das Herz schlägt
- 1958: Der lachende Vagabund
- 1959: Frau im besten Mannesalter
- 1959: Traumrevue
- 1959: Das blaue Meer und Du
- 1959: Ja, so ein Mädchen mit 16
- 1959: Heimat – Deine Lieder
- 1959: Kasimir und Karoline
- 1960: Immer will ich dir gehören
- 1960: Pension Schöller
- 1960: Sooo nicht, meine Herren!
- 1961: Bankraub in der Rue Latour
- 1961: Davon träumen alle Mädchen
- 1962: Verrückt und zugenäht
- 1962: Nie hab ich nie gesagt
- 1963: Annis Gäste (korte film, vertelster)
- 1963: Tim Frazer (Durbridge-zesdeler)
- 1963–1965: Die Karte mit dem Luchskopf (serie)
- 1965: Mädchen hinter Gittern
- 1967: Bericht eines Feiglings
- 1968: Die Katze (televisiefilm)
- 1970: Gefährliche Neugier
- 1970: Dem Täter auf der Spur - Schlagzeile: Mord
- 1970/1971: Die Rudi Carrell Show - Flughafen, Schule, Camping
- 1971: Der Vereinsmeier - Falscher Alarm
- 1972: Tatort: Der Fall Geisterbahn
- 1972: Dem Täter auf der Spur - In Schönheit sterben)
- 1972: Die Vitrine (televisiefilm)
- 1972: Zufall, alles Zufall oder Die vertagte Hochzeitsnacht (televisiefilm)
- 1973: Je später der Abend - Ursula Herking und Rolf Hochhuth (talkshow)
- 1974: Zwischenstationen - Sag' mir, wenn ich sterben muss)
- 1974: Tante Jutta aus Kalkutta (televisiefilm)

## Hoorspelen
- 1949: Falsch verbunden – Regie: Karlheinz Schilling
- 1950: Ein Tag wie morgen – Regie: Fritz Schröder-Jahn
- 1950: Geschlossene Gesellschaft (volgens Jean-Paul Sartre) – Regie: Hartmann Goertz
- 1950: Aus der Traum – Regie: Ludwig Cremer
- 1952: Abel Brodersen (volgens Knut Hamsun) – Regie: Hans Kettler
- 1953: Der Engel antwortete – Regie: Wilhelm Semmelroth
- 1954: Kleiner Papa Schildkröte – Regie: Ulrich Lauterbach
- 1960: Geronimo und die Räuber (van Josef Martin Bauer) – Regie: Heinz-Günter Stamm
- 1962: Der vierte Platz; 3e deel: Mein tanzendes Kind – Regie: Friedhelm Ortmann
- 1970: Faust – Der Tragödie dritter (3e deel) – Regie: Ludwig Cremer
- 1971: Fest des Meeres – Regie: Walter Netzsch en Georg Felsberg

## Autobiografie
- Ursula Herking, Danke für die Blumen. Erinnerungen. Heyne, München 1973, ISBN 3-453-00473-6 (Heyne-Buch 5135).